# Ward-Rötelmaus
Die Ward-Rötelmaus oder Chamutong-Rotrücken-Wühlmaus (Eothenomys wardi) ist eine Nagetierart aus der Unterfamilie der Wühlmäuse (Arvicolinae). Sie kommt nur im äußersten Nordwesten von Yunnan im Bereich des Mekong und des Saluen vor.

## Merkmale
Die Ward-Rötelmaus ist die kleinste Art der Gattung und erreicht eine Kopf-Rumpf-Länge von 10,7 bis 11,0 Zentimetern mit einem Schwanz von 5,9 bis 6,6 Zentimetern Länge. Die Hinterfußlänge beträgt 19 bis 20 Millimeter, die Ohrlänge 14 bis 15 Millimeter. Es handelt sich um eine relativ große Art im Eothenomys-chinensis-Artenkomplex und sie ähnelt morphologisch der größeren Sichuan-Rötelmaus (Eothenomys chinensis), die auch einen längeren Schwanz hat. Das Rückenfell ist graubraun und das Bauchfell schiefergrau. Von der Sichuan-Rötelmaus unterscheidet sich die Art zudem durch die deutlich kleineren Paukenhöhlen des Schädels.

## Verbreitung
Die Ward-Rötelmaus kommt nur im äußersten Nordwesten von Yunnan im Bereich des Mekong und des Saluen im Süden Chinas vor.

## Lebensweise
Über die Lebensweise der Art liegen fast keine Angaben vor. Die Ward-Rötelmaus lebt in Gewässernähe in Laub- und Nadelwäldern sowie auf offenen und steinigen Wiesen in Höhen von 2400 bis 4250 Metern. Die Fortpflanzungszeit reicht vom Frühsommer bis in den Spätherbst.

## Systematik
Die Ward-Rötelmaus wird als eigenständige Art innerhalb der Gattung Eothenomys eingeordnet, die aus acht Arten besteht. Die wissenschaftliche Erstbeschreibung stammt von dem britischen Zoologen Oldfield Thomas, der die Art 1912 anhand von Individuen aus dem Gebiet um Chamutong westlich von Atunsi im Nordwesten von Yunnan beschrieb. Die Art wurde teilweise der Sichuan-Rötelmaus (Eothenomys chinensis) und auch der Gattung Anteliomys zugeordnet, ist heute jedoch im Eothenomys-chinensis-Artenkomplex innerhalb der Gattung Eothenomys eingeordnet.

## Status, Bedrohung und Schutz
Die Ward-Rötelmaus wird von der International Union for Conservation of Nature and Natural Resources (IUCN) als potenziell gefährdet (near threatened) eingeordnet. Begründet wird dies mit dem sehr kleinen Verbreitungsgebiet von weniger als 20.000 km², aktuell auf 8.337 km² eingeschätzt, sowie dem Vorkommen an weniger als zehn bekannten Stellen. Über den Status der Bestände und die Gefährdung liegen keine aktuellen Angaben vor, die Art würde jedoch bei Bekanntwerden von Daten und dem Eindruck, dass die Bestände geringer werden, sehr wahrscheinlich als gefährdet (vulnerable) eingestuft werden. Potenzielle Gefährdungsrisiken für die Art sind nicht bekannt.

## Belege
1. 1 2 3  Darrin Lunde, Andrew T. Smith: Yulong Chinese Vole. In: Andrew T. Smith, Yan Xie: A Guide to the Mammals of China. Princeton University Press, Princeton NJ 2008, ISBN 978-0-691-09984-2, S. 225–226.
2. 1 2 3  Eothenomys wardi. In: Don E. Wilson, DeeAnn M. Reeder (Hrsg.): Mammal Species of the World. A taxonomic and geographic Reference. 2 Bände. 3. Auflage. Johns Hopkins University Press, Baltimore MD 2005, ISBN 0-8018-8221-4.
3. 1 2 3 4 5  Eothenomys wardi in der Roten Liste gefährdeter Arten der IUCN 2016.2. Eingestellt von: A.T. Smith, C.H. Johnston, 2008. Abgerufen am 23. Oktober 2016.